# Billy Taylor (bassist)
William "Billy" Taylor (Washington, 3 april 1906) - Fairfax, 2 september 1986) was een Amerikaanse jazztubaïst en contrabassist.
Taylor speelde vanaf zijn dertiende tuba. In 1924 ging hij naar New York, waar hij werd aangenomen door Elmer Snowden. Hierna werkte hij bij Willie Gant en Arthur Gibbs (1926), Charlie Johnson (1927-1929), McKinney's Cotton Pickers (1929-1931) en, opnieuw, Charlie Johnson (1932-1933). In die tijd stapte hij over op de contrabas. Hij speelde bij Fats Waller en Fletch Henderson en van 1935 tot 1940 maakte hij deel uit van het orkest van Duke Ellington, waar hij ook in 1928 kort speelde. Tijdens zijn tijd bij Ellington nam hij deel aan opnamesessies van de kleine groepen met Ellington-sidemen als Cootie Williams en Johnny Hodges. In 1940 kwam bassist Jimmie Blanton in Ellington's orkest en Taylor besloot daarop de groep te verlaten. Hierna was hij actief bij Coleman Hawkins (1940), Red Allen (1940-1941), Joe Sullivan (1942), Cootie Williams (1944), Barney Bigard (1944-1945), Benny Morton (1945) en Cozy Cole (1945). In 1944 nam hij voor Keynote Records op onder eigen naam, waarbij hij begeleid werd door onder meer Harry Carney en Johnny Guarnieri. Na de oorlog was hij actief als freelance-muzikant, in New York en (vanaf 1949) Washington D.C..
- Biblioteca Nacional de España: XX4617342
- Bibliothèque nationale de France: cb13923732t (data)
- Gemeinsame Normdatei: 134806832
- International Standard Name Identifier: 0000 0001 1606 2554
- Library of Congress Control Number: no96027391
- MusicBrainz: 9c0e864c-f356-4ebc-98af-0a45cd7801b9
- Istituto Centrale per il Catalogo Unico: RAVV490023
- SNAC: w6fr0h7s
- Système universitaire de documentation: 083974253
- Virtual International Authority File: 79168229